# جاي إس. ووكر
جاي إس. ووكر (بالإنجليزية: Jay S. Walker)‏ هو رائد أعمال أمريكي، ولد في 5 نوفمبر 1955 في Forest Hills, Queens ‏ في الولايات المتحدة.